# سافو ۸۰
سیارک ۸۰ (به انگلیسی: 80 Sappho) هشتادمین سیارک کشف شده‌است که در ۲ مه ۱۸۶۴ کشف شد.
قدر مطلق سیارک برابر ۷٫۹۸ است.